# Шиллер, Александр Иванович
Эммануил (Александр) Иванович Шиллер (28 мая 1922, Суворово, Одесская губерния — 28 декабря 1985, Павлодар) — хоровой дирижёр, музыкальный педагог.

## Биография
С 1930 года жил и учился в городе Одессе.
В 1942 году попал в плен и был отправлен в Германию, где работал на военном заводе до 1945 года.
По окончании войны Эммануил Шиллер был репатриирован в Советский Союз, отправлен в ГУЛАГ.
В 1948 году был сослан в Сибирь — село Колывань Новосибирской области.
Работал заведующим сельским клубом, организовал хор русской песни, ставший впоследствии неоднократным дипломантом всесоюзных, республиканских и областных фестивалей, смотров и конкурсов.
В 1957 году переехал с семьей в Павлодар (Казахская ССР). Работал на заводе «Октябрь» культорганизатором, где создал Русский хор.
Окончил Павлодарское музыкальное училище имени П. И. Чайковского по специальности «дирижёр хора» (в 1963 году), выступив на государственном экзамене со своим хором.
Приглашен художественным руководителем Русского Народного хора «Зори Семиречья» Алма-атинского производственного объединения по переработке пластмасс «Кызыл-Ту» (в 1968 году).
В 1970 году вернулся в Павлодар, где продолжил свою хормейстерскую деятельность.
В 1981 году состоялся тысячный концерт народного хора под руководством А. И. Шиллера.
Скончался в декабре 1985 года в возрасте 63 лет.

## Семья
Отец — Иоанн Мартынович Шиллер. Мать — Берта Эммануиловна Шиллер (девичья фамилия Шмайхель).
Жена — Глафира Тимофеевна Дудина (1929—1966).
Сын — Владимир Эммануилович Шиллер (1950), хоровой дирижёр, музыкальный педагог, Почетный профессор Казахской Национальной консерватории им. Курмангазы. Проживает в Германии.
Дочь — Лилия Эммануиловна Шиллер — музыкант, пианистка, органистка, дирижёр. Проживает в Германии.
Жена — Зинаида Васильевна Кривенцова (1941—2021). Дочь — Эльвира Эммануиловна Шиллер — медик. Проживает в Павлодаре, Казахстан.

## Творчество

### Хормейстерская деятельность
Э. И. Шиллер известен как организатор и художественный руководитель нескольких хоровых коллективов и вокальных ансамблей:
- Хор русской песни в селе Колывань Новосибирской области;
- Хор русской песни при Павлодарском механическом заводе «Октябрь» (в 1961 году решением КазСовПрофа присвоено почётное звание «Народного»). Хор побывал более чем в 150 городах и сёлах СССР. В июне 1967 года Русский народный хор Павлодарского тракторного завода под управлением А.И Шиллера принял участие в концерте мастеров искусств Казахской ССР в рамках Декады литературы и искусств Казахской ССР в Москве;
- Немецкий ансамбль «Ährengold» («Золотые колосья») в Колхозе «30 лет Казахстана» Павлодарской области — создан в 1974 году, в 1975 году получил почётное звание «Народного», выступал в Казахстане, в республиках СССР; в 1985 году выступал в Москве на XII Всемирном фестивале молодёжи и студентов; выезжал с концертами в Германию;
- Ансамбль «Юность» на базе ГПТУ-37 г. Павлодара;
- Хор ветеранов Павлодарского Дворца культуры тракторостроителей;
- с 1968 по 1970 годы А.И Шиллер являлся художественным руководителем Русского Народного хора «Зори Семиречья» Алма-атинского производственного объединения по переработке пластмасс «Кызыл-Ту».
- В 1998 году Русскому Народному хору бывшего Тракторного завода города Павлодар присвоено имя создателя этого коллектива — Эммануила (Александра) Шиллера[3].
- Хор, названный именем Шиллера, располагается во Дворце культуры им. Естая Павлодарской области[15][16].

### Композиторская деятельность.
А. И. Шиллер — автор более 500 песен, вокальных сочинений для различных хоровых составов, в том числе песня «Привет Москве» на стихи М. В. Исаковского, «Иртышская лирическая» на стихи павлодарского поэта А. Осьмушкина, вокальные произведения для немецкого ансамбля «Ährengold».
Мелодия песни А. И. Шиллера "Вы к нам в Павлодар приезжайте, друзья!" звучала в качестве позывных на Радио Павлодар.

## Награды
- Медали: «За освоение целинных земель» (1959); «За трудовую доблесть» (1967); «За доблестный труд. В ознаменование 100-летия со дня рождения В. И. Ленина» (1970);
- Звание «Заслуженный работник культуры Казахской ССР» — присвоено Указом Президиума Верховного Совета Казахской ССР в 1972 году.
- Грамоты: Почётная грамота Верховного Совета Казахской ССР (1973); грамоты ВДНХ СССР, ЦК ВЛКСМ СССР, Правления фонда мира, Павлодарского облисполкома и другие.

## Память
- В 1998 году Русскому Народному хору бывшего Тракторного завода города Павлодар присвоено имя создателя этого коллектива — Эммануила (Александра) Шиллера[3].
- В мае 2022 года в Павлодаре прошли концерты, встречи, памятные мероприятия, посвященные 100-летию со дня рождения А. И. Шиллера и 65-летию хора, носящего его имя [20].
- 27 ноября 2022 года в Павлодаре, во Дворце культуры им. Естая, состоялся юбилейный концерт Народного хора им. А. Шиллера, приуроченный к 65-летию со дня основания коллектива.